# Wilhelmsburger Rathausviertel

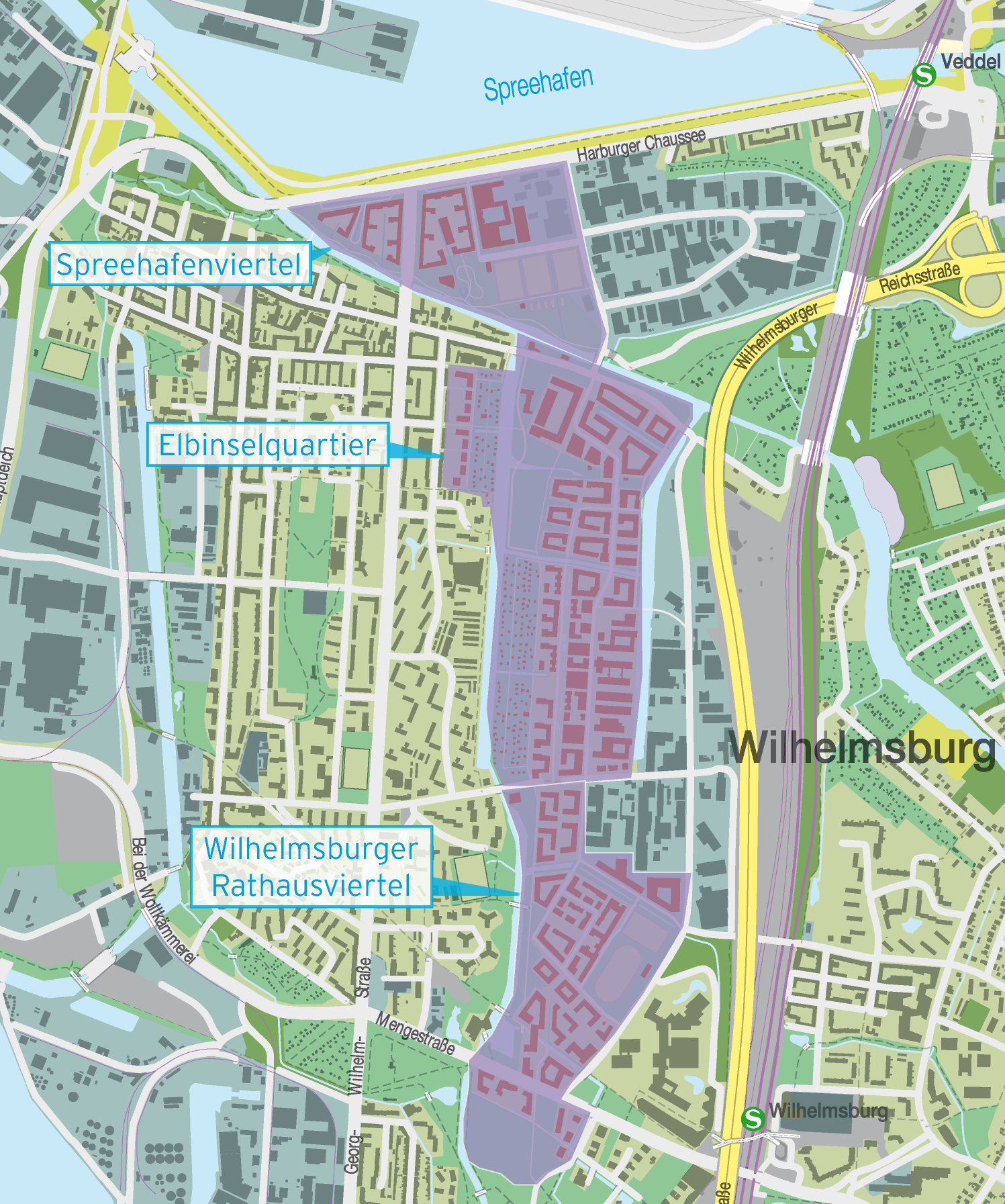
Einordnung des Wilhelmsburger Rathausviertels in Wilhelmsburg

Das Wilhelmsburger Rathausviertel (bis 2016 Dratelnstraße) ist der Name eines Stadtentwicklungsgebiets im Hamburger Stadtteil Wilhelmsburg. Es sollen auf 32 Hektar 1600 Wohneinheiten und 29.000 m² Bruttogeschossfläche Gewerbe realisiert werden.

## Lage
Das Wilhelmsburger Rathausviertel befindet sich in fußläufiger Entfernung zur S-Bahn-Station Wilhelmsburg, dem Inselpark Wilhelmsburg und dem Wilhelmsburger Rathaus. Im Norden schließt es an das neue Wohnviertel Elbinselquartier an, das ebenfalls von der IBA Hamburg GmbH entwickelt wird. Teile der Fläche wurden im Jahr 2013 als Parkfläche für die Internationale Gartenschau 2013 genutzt. Hier befinden sich zudem einige Gewerbebetriebe und zwei Fußballplätze.

## Städtebauliches Verfahren
Der städtebaulich-freiraumplanerische Entwurf für das Quartier stammt von DeZwarteHond und RMP Stephan Lenzen Landschaftsarchitekten, die den Wettbewerb „Wohnen für alle – mitten in Wilhelmsburg“  Ende 2015 gewannen. Durchgeführt wurde der Wettbewerb von der IBA Hamburg GmbH in Kooperation mit dem Bezirksamt Hamburg-Mitte und der Hamburger Behörde für Stadtentwicklung und Wohnen. Eine Besonderheit des Verfahrens war die Bürgerbeteiligung mit einem vorgeschalteten Beteiligungsverfahren in Kooperation mit der Initiative „Perspektiven! Miteinander planen für die Elbinseln“ und dem Beirat für Stadtteilentwicklung Wilhelmsburg. Die Wünsche der Öffentlichkeit wurden in die Aufgabenstellung des Wettbewerbs, der Auslobung, aufgenommen. Im Rahmen einer sogenannten „Gläsernen Werkstatt“ konnten Interessierte ihre Anregungen später direkt mit den planenden Architekten und Stadtplanern diskutieren.

## Entwurf
Nach Meinung der Jury betone der Siegerentwurf von DeZwarteHond und RMP Stephan Lenzen Landschaftsarchitekten den Nutzen des öffentlichen Raumes, binde das Straßen- und Wegenetz für die Schaffung einer quartiersbezogenen Identität ein und eröffne wichtige ÖPNV-Knotenpunkte und vorhandene Grünflächen in Wilhelmsburg; auch variiere die Planung stark in Größe und Orientierung der Baufelder, um eine vielfältige architektonische Umsetzung zu ermöglichen. Vorgesehen sind eine Kindertagesstätte, Studierendenwohnheime, Gewerbe- und Freiflächen sowie eine Umgestaltung der bereits vorhandenen Sportflächen. Voraussetzung für die Umsetzung der Pläne waren die durch die Verlegung der Wilhelmsburger Reichsstraße bis Ende 2019 gewonnenen Freiflächen.